# Янчо Георгиев
Янчо Георгиев Янчев е български партизанин, офицер, майор. Деец на БКП.

## Биография
Роден е на 9 март 1912 година в гюмюрджинското село Калайджере. Член на БКМС от 1929 г. и на БКП от 1932 г. Осъден е по политически причини по ЗЗД и изтърпява присъдата в затвора през 1933 – 1937 г. Секретар на ОК на РМС и член на Окръжния комитет на БРП (к) в Хасково (1937 – 1941).
Участва в Съпротивителното движение по време на Втората световна война. През 1943 г. интерниран в лагера Кръстополе. От 1944 година е Партизанин и политкомисар на партизански отряд „Асен Златаров“ и на Седма Хасковска въстаническа оперативна зона (1944).
Участва във войната срещу нацистка Германия. От 28 септември 1944 година е помощник-командир на десети дивизионен артилерийски полк. Награждаван е с орден „За храброст“, IV степен, 2 клас. Военно звание майор.
Завършва Висша политическа школа при ЦК на БКП (1951 – 1954). Секретар и първи секретар на ОК на БКП в Хасково (1945 – 1961).  Посланик в Унгария (1961 – 1965) , посланик в КНДР (1971 – 1973). Бил е завеждащ отдел в Министерството на външните работи. Кандидат-член на ЦК на БКП (1954 – 1958, 1976 – 1981). Член на ЦК на БКП (1981 – 1989). С указ № 532 от 9 март 1982 г. е обявен за герой на социалистическия труд на България. Носител е на три ордена „Георги Димитров“ (1959, 1962, 1972). Умира на 16 септември 1985 г. в София.